# Куп шест нација 2013.
Куп шест нација 2013. (службени назив: 2013 RBS 6 Nations) је било 119. издање овог најелитнијег репрезентативног рагби такмичења Старог континента, а 14. од проширења Купа пет нација на Куп шест нација.
Такмичење спонзорисано од Краљевске банке Шкотске, освојио је Велс због боље поен разлике у односу на Енглеску. Тако су "Змајеви" други пут за редом, а двадесет шести пут у историји освојили титулу шампиона Европе и тако су се тада по броју титула изједначили са највећом европском рагби силом Енглеском. Француска је први пут у двадесет првом веку завршила на последњем месту.
Након што је демолирала Нови Зеланд у припрепном тест мечу на Твикенаму , у децембру претходне године, Енглеска је у ово такмичење ушла као главни фаворит, али се ипак морала задовољити само другим местом, пошто је у последњем колу доживела дебакл у Кардифу, када је поражена од директног конкурента Велса у кључном мечу који је одлучивао шампиона. 

## Учесници
Напомена:
Северна Ирска и Република Ирска наступају заједно.
|   | Селекција                      | Стадион                             | Селектор          | Капитен         |
| - | ------------------------------ | ----------------------------------- | ----------------- | --------------- |
| 1 | Рагби репрезентација Италије   | Стадион Олимпико, Рим (73 261)      | Жак Брунел        | Серђо Парисе    |
| 2 | Рагби репрезентација Француске | Стад де Франс, Париз (81 338)       | Филип Сент-Андре  | Тијери Дисотоар |
| 3 | Рагби репрезентација Енглеске  | Стадион Твикенам, Лондон (82 000)   | Стјуарт Ланкастер | Крис Робшо      |
| 4 | Рагби репрезентација Шкотске   | Стадион Марифилд, Единбург (67 144) | Скот Џонсон       | Кели Браун      |
| 5 | Рагби репрезентација Велса     | Стадион Миленијум, Кардиф (74 500)  | Роб Холи          | Рајан Џоунс     |
| 6 | Рагби репрезентација Ирске     | Стадион Авива, Даблин (51 700)      | Деклан Кидни      | Џејми Хислип    |

## Такмичење

### Прво коло
Велс - Ирска 22-30
Енглеска - Шкотска 38-18
Италија - Француска 23-18

### Друго коло
Шкотска - Италија 34-10
Француска - Велс 6-16
Ирска - Енглеска 6-12

### Треће коло
Италија - Велс 9-26
Енглеска - Француска 23-13
Шкотска - Ирска 12-8

### Четврто коло
Шкотска - Велс 18-28
Ирска - Француска 13-13
Енглеска - Италија 18-11

### Пето коло
Италија - Ирска 22-15
Велс - Енглеска 30-3
Француска - Шкотска 23-16

## Табела
|   | Селекција                      | ИГ | Д | Н | И | ПД  | ПП  | ПР  | ЕД | Б |  |
| - | ------------------------------ | -- | - | - | - | --- | --- | --- | -- | - |  |
| 1 | Рагби репрезентација Велса     | 5  | 4 | 0 | 1 | 122 | 66  | +56 | 9  | 8 |  |
| 2 | Рагби репрезентација Енглеске  | 5  | 4 | 0 | 1 | 94  | 78  | +16 | 5  | 8 |  |
| 3 | Рагби репрезентација Шкотске   | 5  | 2 | 0 | 3 | 98  | 107 | -9  | 7  | 4 |  |
| 4 | Рагби репрезентација Италије   | 5  | 2 | 0 | 3 | 75  | 111 | -36 | 5  | 4 |  |
| 5 | Рагби репрезентација Ирске     | 5  | 1 | 1 | 3 | 72  | 81  | -9  | 5  | 3 |  |
| 6 | Рагби репрезентација Француске | 5  | 1 | 1 | 3 | 73  | 91  | -18 | 6  | 3 |  |

| Победник Купа шест нација 2013.       |
| ------------------------------------- |
| Рагби репрезентација Велса 26. титула |

## Индивидуална стастика
Највише поена
- Ли Халфпени 74, Велс
- Грег Леидлов 61, Шкотска
- Овен Фарел 45, Енглеска
- Фредерик Мишелак 33, Француска
- Педи Џексон 26, Ирска

Највише есеја
- Алекс Катберт 4, Велс
- Весли Фофана 2, Француска
- Стјуарт Хог 2, Шкотска
- Луис Пикаломес 2, Француска
- Тим Висер 2, Шкотска